# Rolls-Royce Silver Cloud Limousine
Rolls-Royce Silver Cloud Limousine – samochód osobowy klasy ultraluksusowej produkowany pod brytyjską marką Rolls-Royce w latach 1995 – 1997.

## Historia i opis modelu
Oprócz modeli Phantom Majestic i Phantom Royale, ważnym unikalnym projektem zleconym przez sułtana Brunei była także limuzyna Silver Cloud Limousine z 1995 roku. Awangardowy projekt utrzymany został w estetyce retro, stanowiąc nowoczesną interpretację klasycznego modelu Silver Cloud z 1955 roku.
Za projekt stylistyczny samochodu odpowiedzialne było studio projektowe Futura Design z brytyjskiego Birmingham, które w obszernym zakresie upodobniło Silver Cloud Limousine do pierwowzoru sprzed 40 lat. Samochód wyróżniły masywnie zarysowane, łukowate nadkola, nisko opadająca linia nadwozia i duże, okrągłe reflektory z wąską atrapą chłodnicy pomiędzy nimi. Pod kątem technicznym za bazę posłużył model Silver Spur, od którego zapożyczono m.in. płytę podłogową.
Do napędu Rolls-Royce'a Silver Cloud Limousine, wzorem innych podzespołów technicznych, wykorzystany został silnik ze Silver Spura w postaci 6,75 litrowego V8 rozwijającego moc 304 KM i przenoszącego moc na tylną oś poprzez automatyczną skrzynię biegów.

### Sprzedaż
Rolls-Royce Silver Cloud Limousine powstał na wyłączne zamówienie sułtana Brunei. Do produkcji samochodu oddelegowany został zewnętrzny partner, firma Tickfords z angielskiego miasta Milton Keynes. Między 1995 a 1997 rokiem powstały łącznie 4 egzemplarze unikatowej limuzyny, z czego dwa pokryto lakierem szarym, a jeden - czarnym.

### Silnik
- V8 6,75 l 304 KM